# Spoorlijn Wiesbaden Ost - Niederlahnstein
De spoorlijn Wiesbaden Ost - Niederlahnstein onderdeel van de Rechter Rheinstrecke is een Duitse spoorlijn en als DB 3507 onder beheer van DB Netze.

## Geschiedenis

#### Wiesbadener Eisenbahngesellschaft
Het traject tussen Wiesbaden en Rüdesheim werd door de Wiesbadener Eisenbahngesellschaft als Nassauische Rheinbahn op 11 augustus 1856 geopend. Het traject tussen en Rüdesheim en Oberlahnstein werd op 22 februari 1862 geopend. Het traject tussen Oberlahnstein en Niederlahnstein werd op 3 juni 1864 geopend.

## Treindiensten

### Deutsche Bahn
VIAS GmbH verzorgt het personenvervoer op dit traject met RE / RB treinen.
- RE 10 Rechter Rheinstrecke: Frankfurt Hbf – Frankfurt-Höchst – Wiesbaden Hauptbahnhof - Lorch – Koblenz Hbf
- RB 10 (Vias GmbH) Rechter Rheinstrecke: Wiesbaden Hauptbahnhof – Lorchhausen – Koblenz Hbf

## Aansluitingen
In de volgende plaatsen was of is er een aansluiting aan de volgende spoorlijnen:

### Wiesbaden

#### Wiesbaden Ost
- DB 3502, spoorlijn tussen Wiesbaden Ost en Wiesbaden Hauptbahnhof
- DB 3503, spoorlijn tussen Wiesbaden Ost en Wiesbaden-Erbenheim
- DB 3504, spoorlijn tussen Wiesbaden Ost en Wiesbaden West
- DB 3506, spoorlijn tussen aansluiting Kaiserbrücke en Wiesbaden Ost
- DB 3508, spoorlijn tussen aansluiting Kaiserbrücke en Wiesbaden Ost
- DB 3529, spoorlijn tussen aansluiting Kaiserbrücke en Wiesbaden Ost
- DB 3603, spoorlijn tussen Frankfurt en Wiesbaden

#### Wiesbaden-Biebrich
- DB 3505, spoorlijn tussen Wiesbaden Hauptbahnhof en Wiesbaden-Biebrich

### Rüdesheim am Rhein
- DB 3514, spoorlijn tussen Rüdesheim en aansluiting Sarmsheim

### Oberlahnstein
- DB 3030, spoorlijn tussen aansluiting Hohenrhein en Oberlahnstein

### Niederlahnstein
- DB 2324, spoorlijn tussen Mülheim-Speldorf en Niederlahnstein
- DB 3710, spoorlijn tussen Wetzlar en Koblenz

## Elektrische tractie
Het traject werd in 1962 geëlektrificeerd met een spanning van 15.000 volt 16⅔ Hz wisselstroom.